# 青岛公交305路线
青岛公交305路线，是青岛市胶州湾东岸城区的一条公交线。该路线自1994年10月1日开通运营，途经市南区、市北区、李沧区和城阳区。于2022年1月1日起停止运营，代之以新开通之35路(铁路北站东广场⇄天河路停车场)，票价为1元。

## 路线走向
- 下行：途经团岛一路、团岛路、瞿塘峡路、西陵峡三路、汶上路、费县路、兰山路、中山路、胶州路、热河路、辽宁路、华阳路、内蒙古路、杭州路、四流南路、胜利桥、四流中路、四流北路、四流北路南桥、四流北路、四流北路北桥、遵义路、重庆中路、重庆北路、迎宾路、长城南路、民航路、新郑路、天河路、凤岗路、虹桥路、中川路。
- 上行：途经中川路、虹桥路、凤岗路、天河路、新郑路、民航路、长城南路、迎宾路、重庆北路、重庆中路、遵义路、四流北路北桥、四流北路、四流北路南桥、四流北路、四流中路、胜利桥、四流南路、杭州路、内蒙古路、华阳路、辽宁路、热河路、胶州路、中山路、广西路、费县路、广州路、单县路、朝城路、贵州路、三门峡路、瞿塘峡路、团岛路、团岛一路。[參⁠ 2][參⁠ 3][參⁠ 1]

## 停车站点
本路线共设置55个停车站点。
| 序号 | 站名             | 下行                          | 下行                       | 上行                          | 上行                       | 换乘地铁         | 备注   |
| 序号 | 站名             | 停车                          | 站位                       | 停车                          | 站位                       | 换乘地铁         | 备注   |
| ---- | ---------------- | ----------------------------- | -------------------------- | ----------------------------- | -------------------------- | ---------------- | ------ |
| 1    | 团岛站           | 向下箭头图形 · 公共汽车的图形 | 团岛一路/团岛三路          | 向上箭头图形 · 公共汽车的图形 | 团岛一路/贵州路            | 贵州路站（1）    |        |
| 2    | 红山峡路站       | 向下箭头图形 · 公共汽车的图形 | 瞿塘峡路/团岛路            | 向上箭头图形 · 公共汽车的图形 | 瞿塘峡路/团岛路            |                  |        |
| 3    | 明月峡路站       | 向下箭头图形 · 公共汽车的图形 | 瞿塘峡路/龙羊峡路          | 向上箭头图形 · 公共汽车的图形 | 瞿塘峡路/明月峡路          |                  |        |
| 4    | 青黄快船码头站   | 向下箭头图形 · 公共汽车的图形 | 瞿塘峡路/刘家峡路          | 向上箭头图形 · 公共汽车的图形 | 瞿塘峡路/青铜峡路          |                  |        |
| 5    | 巫峡路站         | 向下箭头图形 · 公共汽车的图形 | 瞿塘峡路/三门峡路          | 向上箭头图形 · 公共汽车的图形 | 瞿塘峡路/刘家峡路          |                  |        |
| 6    | 汶上路西镇站     | 向下箭头图形 · 公共汽车的图形 | 汶上路/单县路              |                               |                            | 西镇站（1）      |        |
| 7    | 青岛十二中站     |                               |                            | 向上箭头图形 · 公共汽车的图形 | 贵州路/朝城路              |                  |        |
| 8    | 广州路火车站     |                               |                            | 向上箭头图形 · 公共汽车的图形 | 广州路/单县路              |                  | 单向站 |
| 9    | 广西路火车站     |                               |                            | 向上箭头图形 · 公共汽车的图形 | 广西路/蒙阴路              | 青岛站（1、3）   |        |
| 10   | 兰山路火车站     | 向下箭头图形 · 公共汽车的图形 | 兰山路/广西支路            |                               |                            | 青岛站（1、3）   |        |
| 11   | 中山路湖南路站   | 向下箭头图形 · 公共汽车的图形 | 中山路/湖南路              | 向上箭头图形 · 公共汽车的图形 | 中山路/湖南路              |                  |        |
| 12   | 中山路站         | 向下箭头图形 · 公共汽车的图形 | 胶州路/济宁路              | 向上箭头图形 · 公共汽车的图形 | 胶州路/博山路              | 中山路站（1）    |        |
| 13   | 市立医院站       | 向下箭头图形 · 公共汽车的图形 | 胶州路/临清路              | 向上箭头图形 · 公共汽车的图形 | 胶州路/长清路              | 江苏路站（1）    |        |
| 14   | 承德路站         | 向下箭头图形 · 公共汽车的图形 | 热河路/无棣路              | 向上箭头图形 · 公共汽车的图形 | 热河路/城阳路              |                  |        |
| 15   | 科技街站         | 向下箭头图形 · 公共汽车的图形 | 辽宁路/临淄路              | 向上箭头图形 · 公共汽车的图形 | 辽宁路/桓台路              | 泰山路站（2）    |        |
| 16   | 华阳路站         | 向下箭头图形 · 公共汽车的图形 | 华阳路/青海支路            | 向上箭头图形 · 公共汽车的图形 | 华阳路/安丘路              |                  |        |
| 17   | 埕口路站         | 向下箭头图形 · 公共汽车的图形 | 华阳路/昌邑路              | 向上箭头图形 · 公共汽车的图形 | 华阳路/昌邑路              |                  |        |
| 18   | 长春路站         | 向下箭头图形 · 公共汽车的图形 | 内蒙古路/长春路            | 向上箭头图形 · 公共汽车的图形 | 内蒙古路/长春路            |                  |        |
| 19   | 内蒙古路长途站   | 向下箭头图形 · 公共汽车的图形 | 内蒙古路/杭州路            | 向上箭头图形 · 公共汽车的图形 | 内蒙古路/孟庄路            |                  |        |
| 20   | 青岛六十六中站   | 向下箭头图形 · 公共汽车的图形 | 杭州路/海岸路              | 向上箭头图形 · 公共汽车的图形 | 杭州路/海岸路              |                  |        |
| 21   | 杭州路四方站     | 向下箭头图形 · 公共汽车的图形 | 杭州路/嘉兴路              | 向上箭头图形 · 公共汽车的图形 | 杭州路/嘉兴路              |                  |        |
| 22   | 四方小学站       | 向下箭头图形 · 公共汽车的图形 | 杭州路/居仁路              | 向上箭头图形 · 公共汽车的图形 | 杭州路/居仁路              |                  |        |
| 23   | 杭州花园站       | 向下箭头图形 · 公共汽车的图形 | 杭州路/瑞昌路              | 向上箭头图形 · 公共汽车的图形 | 杭州路/瑞昌路              |                  |        |
| 24   | 北岭站           | 向下箭头图形 · 公共汽车的图形 | 杭州路/人民路              | 向上箭头图形 · 公共汽车的图形 | 杭州路/四流南路            |                  |        |
| 25   | 北岭山森林公园站 | 向下箭头图形 · 公共汽车的图形 | 四流南路/新昌路            | 向上箭头图形 · 公共汽车的图形 | 四流南路/萍乡路            | 水清沟站（1）    |        |
| 26   | 水清沟站         | 向下箭头图形 · 公共汽车的图形 | 四流南路/河清路            | 向上箭头图形 · 公共汽车的图形 | 四流南路/大沙路            |                  |        |
| 27   | 中心医院站       | 向下箭头图形 · 公共汽车的图形 | 四流南路/开平路            | 向下箭头图形 · 公共汽车的图形 | 四流南路/开封路            |                  |        |
| 28   | 四流南路开封路站 | 向下箭头图形 · 公共汽车的图形 | 四流南路/开封路            | 向上箭头图形 · 公共汽车的图形 | 四流南路/开封路            | 开封路站(1)      |        |
| 29   | 胜利桥站         | 向下箭头图形 · 公共汽车的图形 | 四流南路/郑州路            | 向上箭头图形 · 公共汽车的图形 | 四流南路/唐河路            | 胜利桥站({1)     |        |
| 30   | 胜利花园北站     | 向下箭头图形 · 公共汽车的图形 | 四流中路/海翔路            | 向上箭头图形 · 公共汽车的图形 | 四流中路/海翔路            |                  |        |
| 31   | 永平家园站       | 向下箭头图形 · 公共汽车的图形 | 四流中路/太原路            | 向上箭头图形 · 公共汽车的图形 | 四流中路/太原路            |                  |        |
| 32   | 瑞丰馨苑站       | 向下箭头图形 · 公共汽车的图形 | 四流中路/M6创意园东门      | 向上箭头图形 · 公共汽车的图形 | 四流中路/M6创意园东门      | 安顺路站(1)      |        |
| 33   | 振华路西站       | 向下箭头图形 · 公共汽车的图形 | 四流中路/振华路            | 向上箭头图形 · 公共汽车的图形 | 四流中路/沧海路            | 青岛北站（1、3） |        |
| 34   | 兴华路站         | 向下箭头图形 · 公共汽车的图形 | 四流中路/兴山路            | 向上箭头图形 · 公共汽车的图形 | 四流中路/沧安路            | 沧安路站(1)      |        |
| 35   | 兴华苑站         | 向下箭头图形 · 公共汽车的图形 | 四流中路/兴义路            | 向上箭头图形 · 公共汽车的图形 | 四流中路/兴义路            |                  |        |
| 36   | 兴城路站         | 向下箭头图形 · 公共汽车的图形 | 四流中路/(兴宁路-兴城路)   | 向上箭头图形 · 公共汽车的图形 | 四流中路/(兴城路-兴宁路)   |                  |        |
| 37   | 板桥坊站         | 向下箭头图形 · 公共汽车的图形 | 四流北路/德江路            | 向上箭头图形 · 公共汽车的图形 | 四流北路/德江路            |                  |        |
| 38   | 水泥厂站         | 向下箭头图形 · 公共汽车的图形 | 四流北路/楼山公园西北角    | 向上箭头图形 · 公共汽车的图形 | 四流北路/楼山公园西北角    |                  |        |
| 39   | 碱厂站           | 向下箭头图形 · 公共汽车的图形 | 四流北路/永平路            | 向上箭头图形 · 公共汽车的图形 | 四流北路/永平路            |                  |        |
| 40   | 德江路站         | 向下箭头图形 · 公共汽车的图形 | 四流北路/楼山路            | 向上箭头图形 · 公共汽车的图形 | 四流北路/楼山路            |                  |        |
| 41   | 娄山后站         | 向下箭头图形 · 公共汽车的图形 | 遵义路/(四流北路-楼山支路) | 向上箭头图形 · 公共汽车的图形 | 遵义路/(楼山支路-四流北路) |                  |        |
| 42   | 南渠站           | 向下箭头图形 · 公共汽车的图形 | 重庆中路/曲源路            | 向上箭头图形 · 公共汽车的图形 | 重庆中路/遵义路            | 遵义路站(7)      |        |
| 43   | 湘潭路站         | 向下箭头图形 · 公共汽车的图形 | 重庆中路/湘潭路            | 向上箭头图形 · 公共汽车的图形 | 重庆中路/湘潭路            |                  |        |
| 44   | 瑞金路站         | 向下箭头图形 · 公共汽车的图形 | 重庆中路/南流路            | 向上箭头图形 · 公共汽车的图形 | 重庆中路/南流路            | 瑞金路站(7)      |        |
| 45   | 汽车北站         | 向下箭头图形 · 公共汽车的图形 | 重庆北路/仙山东路          | 向上箭头图形 · 公共汽车的图形 | 重庆北路/仙山西路          | 汽车北站(7)      |        |
| 46   | 安亭路西站       | 向下箭头图形 · 公共汽车的图形 | 重庆北路/安亭路            | 向上箭头图形 · 公共汽车的图形 | 重庆北路/安亭路            |                  |        |
| 47   | 渤海湾花园站     | 向下箭头图形 · 公共汽车的图形 | 重庆北路/赵红路            | 向上箭头图形 · 公共汽车的图形 | 重庆北路/赵红路            |                  |        |
| 48   | 赵红路站         | 向下箭头图形 · 公共汽车的图形 | 重庆北路/夏塔路            | 向上箭头图形 · 公共汽车的图形 | 重庆北路/夏塔路            |                  |        |
| 49   | 流亭站           | 向下箭头图形 · 公共汽车的图形 | 重庆北路/迎宾路            | 向上箭头图形 · 公共汽车的图形 | 重庆北路/迎宾路            |                  |        |
| 50   | 首创空港中心站   | 向下箭头图形 · 公共汽车的图形 | 长城南路/迎宾路            | 向上箭头图形 · 公共汽车的图形 | 长城南路/迎宾路            |                  |        |
| 51   | 总部基地国际港站 | 向下箭头图形 · 公共汽车的图形 | 长城南路/民航路            | 向上箭头图形 · 公共汽车的图形 | 长城南路/民航路            |                  |        |
| 52   | 流亭国际机场站   | 向下箭头图形 · 公共汽车的图形 | 民航路/新郑路              | 向上箭头图形 · 公共汽车的图形 | 民航路/新郑路              | 流亭机场站(7)    |        |
| 53   | 宝安路站         | 向下箭头图形 · 公共汽车的图形 | 新郑路/宝安路              | 向上箭头图形 · 公共汽车的图形 | 新郑路/宝安路              |                  |        |
| 54   | 南城阳站         | 向下箭头图形 · 公共汽车的图形 | 虹桥路/凤岗路              | 向上箭头图形 · 公共汽车的图形 | 虹桥路/凤岗路              |                  |        |
| 55   | 世纪美居站       | 向下箭头图形 · 公共汽车的图形 | 中川路/(白塔路-兴阳路)     | 向上箭头图形 · 公共汽车的图形 | 中川路/(兴阳路-白塔路)     | 庙头站(7)        |        |

## 运营时间
以下均为当地时间（UTC+8）为准。
- 四川路停车场站（主站）：5:30-19:30
- 弘阳家居站（副站）：6:55-20:55

## 票制票价
本路线车辆均为普通车，有人售票累进制。每人次投币CNY ¥ 1~4。

## 特色服务

### 高考学生专车
305路线在普通高等学校招生全国统一考试（高考）期间每早7:10由四川路停车场站发出1班次高考学生专车，行驶路线、站点不变，仅限考试学生及送考人员乘坐。专车运行时，前挡风玻璃处放置“高考学生专车”标牌。

## 备注
1. ↑  实为其西侧平行无名路
2. ↑  实为其西侧平行无名路
3. 1 2  实为板桥坊无名路
4. ↑   註: